# Marco Junio Hómulo
Marco Junio Hómulo (en latín: Marcus Junius Homullus) fue un senador romano que vivió a finales del siglo I y principios del siglo II y desarrolló su cursus honorum bajo los reinados de Domiciano, Nerva, Trajano, y Adriano. Fue cónsul sufecto en el año 102 junto con Lucio Antonio Albo. Era uno de los corresponsales, y amigo personal de Plinio el Joven.

## Orígenes familiares
Bernard Rémy señala que su cognomen, "Homullus", aparece principalmente en Italia, por lo que puede ser aquí donde se encuentran sus orígenes.

## Carrera política
Plinio el Joven menciona a Hómulo en tres de sus cartas. En la primera, Plinio menciona que Hómulo y Tiberio Cacio Cesio Frontón defendieron a Gayo Julio Baso de las acusaciones de malversación de fondos mientras eran gobernador de Bitinia y Ponto.  En la segunda, Plinio escribe cómo él y Hómulo defendieron a Vareno Rufo contra exactamente los mismos cargos que Julio Baso. En la tercera, Plinio escribe que Hómulo habló sobre la reforma de las elecciones del Senado, y nos informa que su amigo luchó firmemente por una ley anticorrupción. Finalmente el emperador promulga una ley en este sentido y, mediante un edicto, obliga a los candidatos a senadores a invertir al menos un tercio de sus propiedades en suelo italiano.
Sólo un cargo está atestiguado que Hómulo ejerció con seguridad además de su consulado, el de gobernador de la provincia imperial de Capadocia; Werner Eck fecha su mandato en esa provincia desde el año 111 hasta el año 114. Fue el primer gobernador de esta provincia después de su creación, cuando la provincia de igual nombre, que cubría la mayor parte de Asia Menor, se dividió entre Capadocia y Galacia. Mientras era gobernador, el emperador Trajano visitó la provincia en medio de su guerra Parta; cuando el rey Armenio Partamasiris exigió que Trajano le enviara a Hómulo como emisario para negociar, Trajano en cambio envió al hijo de Hómulo. Este hijo ha sido identificado como Marco Junio Hómulo, cónsul sufecto en el año 128.
Hómulo pudo haber sido el Marco Junio que fue pontifex entre los años 101-102, cuyo calator era Marco Junio Epafrodito.

## Hómulo y el emperador
William McDermott ha identificado a este Junio Hómulo como el que se cita en la Historia Augusta diciendo a Trajano: "Domiciano era un mal emperador, pero tenía buenos consejeros". Hómulo era uno de los opositores a la campaña contra los partos, pero en ese momento, Trajano estaba bajo la influencia de sus asesores militares y estaba decidido a expandir las fronteras del Imperio. "Una campaña en el este debe haber sido considerada una empresa dudosa, o incluso imposible, por parte de muchos miembros del Senado, a pesar de que era evidente, aunque gradualmente, hasta dónde llegaría el emperador", escribe McDermott. McDermott especula además que Hómulo, al hacer esta declaración, creía en la afabilidad del Emperador para evitar una acusación de lesa majestad. Sin embargo, Trajano lo reemplazó por Lucio Catilio Severo como gobernador de Capadocia en el año 114. "No se sabe si Hómulo asumió algún otro cargo después de este", dice McDermott, "pero esta confrontación con Trajano estuvo tan en línea con las futuras acciones de Adriano como emperador, que probablemente contaba con el favor de este último Cesar.